# Phase finale de la Ligue des champions masculine de l'EHF 2020-2021
Navigation
2019-2020 2021-2022
Cet article détaille les matchs de la phase finale de la Ligue des champions masculine 2020-2021 de handball organisée par la Fédération européenne de handball du 31 mars au 13 juin 2021.
Exceptionnellement, les seize équipes ayant pris part à la phase de groupes prennent part à cette deuxième phase qui ne devait originellement concerner que douze d'entre elles. Les huitièmes et quarts de finale se jouent en matchs aller et retour selon un tableau prédéfini. La Finale à quatre est en revanche précédée d'un tirage au sort qui détermine les oppositions en demi-finales.

## Phase éliminatoire
|  | Huitièmes de finale | Huitièmes de finale    | Huitièmes de finale    | Huitièmes de finale    |                  |                  | Quart de finale | Quart de finale | Quart de finale | Quart de finale |
|  |                     |                        |                        |                        |                  |                  |                 |                 |                 |                 |
|  |                     |                        |                        |                        |                  |                  |                 |                 |                 |                 |
|  | A5                  | FC Porto               | 32                     | 24                     |                  |                  |                 |                 |                 |                 |
|  | A5                  | FC Porto               | 32                     | 24                     |                  |                  |                 |                 |                 |                 |
|  | B4                  | Aalborg Håndbold       | 29                     | 27E                    |                  |                  |                 |                 |                 |                 |
|  | B4                  | Aalborg Håndbold       | 29                     | 27E                    | Aalborg Håndbold | Aalborg Håndbold | 26              | 29              |                 |                 |
|  |                     |                        |                        |                        | Aalborg Håndbold | Aalborg Håndbold | 26              | 29              |                 |                 |
|  |                     |                        | SG Flensburg-Handewitt | SG Flensburg-Handewitt | 21               | 33               |                 |                 |                 |                 |
|  | B8                  | RK Zagreb              | SG Flensburg-Handewitt | SG Flensburg-Handewitt | 21               | 33               | 0               | 0               |                 |                 |
|  | B8                  | RK Zagreb              |                        |                        |                  |                  |                 | 0               |                 |                 |
|  | A1                  | SG Flensburg-Handewitt | 10                     | 10                     |                  |                  |                 |                 |                 |                 |
|  | A1                  | SG Flensburg-Handewitt | 10                     | 10                     |                  |                  |                 |                 |                 |                 |

|  | Huitièmes de finale | Huitièmes de finale | Huitièmes de finale | Huitièmes de finale |                  |                  | Quart de finale | Quart de finale | Quart de finale | Quart de finale |
|  |                     |                     |                     |                     |                  |                  |                 |                 |                 |                 |
|  |                     |                     |                     |                     |                  |                  |                 |                 |                 |                 |
|  | B5                  | HC Motor Zaporijia  | 32                  | 23                  |                  |                  |                 |                 |                 |                 |
|  | B5                  | HC Motor Zaporijia  | 32                  | 23                  |                  |                  |                 |                 |                 |                 |
|  | A4                  | HC Meshkov Brest    | 30                  | 30                  |                  |                  |                 |                 |                 |                 |
|  | A4                  | HC Meshkov Brest    | 30                  | 30                  | HC Meshkov Brest | HC Meshkov Brest | 29              | 28              |                 |                 |
|  |                     |                     |                     |                     | HC Meshkov Brest | HC Meshkov Brest | 29              | 28              |                 |                 |
|  |                     |                     | FC Barcelone        | FC Barcelone        | 33               | 40               |                 |                 |                 |                 |
|  | A8                  | Elverum Handball    | FC Barcelone        | FC Barcelone        | 33               | 40               | 25              | 19              |                 |                 |
|  | A8                  | Elverum Handball    |                     |                     |                  |                  |                 | 19              |                 |                 |
|  | B1                  | FC Barcelone        | 37                  | 39                  |                  |                  |                 |                 |                 |                 |
|  | B1                  | FC Barcelone        | 37                  | 39                  |                  |                  |                 |                 |                 |                 |

|  | Huitièmes de finale | Huitièmes de finale | Huitièmes de finale | Huitièmes de finale |          |          | Quart de finale | Quart de finale | Quart de finale | Quart de finale |
|  |                     |                     |                     |                     |          |          |                 |                 |                 |                 |
|  |                     |                     |                     |                     |          |          |                 |                 |                 |                 |
|  | A6                  | SC Pick Szeged      | 28                  | 28                  |          |          |                 |                 |                 |                 |
|  | A6                  | SC Pick Szeged      | 28                  | 28                  |          |          |                 |                 |                 |                 |
|  | B3                  | THW Kiel            | 33                  | 33                  |          |          |                 |                 |                 |                 |
|  | B3                  | THW Kiel            | 33                  | 33                  | THW Kiel | THW Kiel | 31              | 28              |                 |                 |
|  |                     |                     |                     |                     | THW Kiel | THW Kiel | 31              | 28              |                 |                 |
|  |                     |                     | Paris Saint-Germain | Paris Saint-Germain | 29       | 34       |                 |                 |                 |                 |
|  | B7                  | RK Celje            | Paris Saint-Germain | Paris Saint-Germain | 29       | 34       | 24              | 23              |                 |                 |
|  | B7                  | RK Celje            |                     |                     |          |          |                 | 23              |                 |                 |
|  | A2                  | Paris Saint-Germain | 37                  | 31                  |          |          |                 |                 |                 |                 |
|  | A2                  | Paris Saint-Germain | 37                  | 31                  |          |          |                 |                 |                 |                 |

|  | Huitièmes de finale | Huitièmes de finale | Huitièmes de finale | Huitièmes de finale |            |            | Quart de finale | Quart de finale | Quart de finale | Quart de finale |
|  |                     |                     |                     |                     |            |            |                 |                 |                 |                 |
|  |                     |                     |                     |                     |            |            |                 |                 |                 |                 |
|  | B6                  | HBC Nantes          | 24                  | 34                  |            |            |                 |                 |                 |                 |
|  | B6                  | HBC Nantes          | 24                  | 34                  |            |            |                 |                 |                 |                 |
|  | A3                  | KS Kielce           | 25                  | 31                  |            |            |                 |                 |                 |                 |
|  | A3                  | KS Kielce           | 25                  | 31                  | HBC Nantes | HBC Nantes | 32              | 30              |                 |                 |
|  |                     |                     |                     |                     | HBC Nantes | HBC Nantes | 32              | 30              |                 |                 |
|  |                     |                     | Veszprém KSE        | Veszprém KSE        | 28         | 32         |                 |                 |                 |                 |
|  | A7                  | Vardar Skopje       | Veszprém KSE        | Veszprém KSE        | 28         | 32         | 27              | 30              |                 |                 |
|  | A7                  | Vardar Skopje       |                     |                     |            |            |                 | 30              |                 |                 |
|  | B2                  | Veszprém KSE        | 41                  | 39                  |            |            |                 |                 |                 |                 |
|  | B2                  | Veszprém KSE        | 41                  | 39                  |            |            |                 |                 |                 |                 |

### Huitièmes de finale
Les huitièmes de finale se déroulent du 31 mars au 8 avril 2021.
| 1er avril 2021 20h45 | FC Porto      | 32 - 29   | Aalborg Håndbold   | Dragão Arena, Porto Affluence : 0 Arbitrage : Miloš Nikolić et Pavle Stojiljković |
| 1er avril 2021 20h45 | V. Iturriza 8 | (18 - 14) | S. Barthold (en) 8 | Dragão Arena, Porto Affluence : 0 Arbitrage : Miloš Nikolić et Pavle Stojiljković |
| 1er avril 2021 20h45 | ×2            | Rapport   | ×3                 | Dragão Arena, Porto Affluence : 0 Arbitrage : Miloš Nikolić et Pavle Stojiljković |

| 7 avril 2021 18h45 | Aalborg Håndbold | 27 - 24  | FC Porto      | Gigantium, Aalborg Affluence : 1 Arbitrage : Mirza Kurtagic et Mattias Wetterwik |
| 7 avril 2021 18h45 | F. Claar (en) 6  | (10 - 9) | V. Iturriza 6 | Gigantium, Aalborg Affluence : 1 Arbitrage : Mirza Kurtagic et Mattias Wetterwik |
| 7 avril 2021 18h45 | ×2               | Rapport  | ×1 ×2         | Gigantium, Aalborg Affluence : 1 Arbitrage : Mirza Kurtagic et Mattias Wetterwik |

Les deux équipes sont à égalité 56 à 56 mais le Aalborg Håndbold se qualifie grâce à la règle des buts marqués à l'extérieur.
| Non disputé | RK Zagreb | 0 - 10 | SG Flensburg-Handewitt |  |

| Non disputé | SG Flensburg-Handewitt | 10 - 0 | RK Zagreb |  |

En raison de tests positifs au Covid-19 au RK Zagreb, le huitième de finale aller entre le club croate et Flensburg-Handewitt est d'abord reporté et inversé avant que toute la rencontre ne soit annulée car le RK Zagreb n'avait pas assez de joueurs pour disputer le match.
| 1er avril 2021 18h45 | HC Motor Zaporijia | 32 - 30   | HC Meshkov Brest  | Palais des Sports Iounost, Zaporijjia Affluence : 1 500 Arbitrage : Dalibor Jurinović et Marko Mrvica |
| 1er avril 2021 18h45 | A. Malašinskas 7   | (15 - 12) | M. Baranau (en) 9 | Palais des Sports Iounost, Zaporijjia Affluence : 1 500 Arbitrage : Dalibor Jurinović et Marko Mrvica |
| 1er avril 2021 18h45 | ×3                 | Rapport   | ×2                | Palais des Sports Iounost, Zaporijjia Affluence : 1 500 Arbitrage : Dalibor Jurinović et Marko Mrvica |

| 8 avril 2021 18h45 | HC Meshkov Brest | 30 - 23  | HC Motor Zaporijia | CSU Victoria (ru), Brest Affluence : 1 750 Arbitrage : Bojan Lah et David Sok |
| 8 avril 2021 18h45 | M. Vailupau 8    | (16 - 8) | B. Pukhouski 7     | CSU Victoria (ru), Brest Affluence : 1 750 Arbitrage : Bojan Lah et David Sok |
| 8 avril 2021 18h45 | ×1 ×5            | Rapport  | ×5 ×1              | CSU Victoria (ru), Brest Affluence : 1 750 Arbitrage : Bojan Lah et David Sok |

Le HC Meshkov Brest se qualifie sur le score cumulé de 60 à 55.
| 2 avril 2021 18h45 | Elverum Handball            | 25 - 37   | FC Barcelone | Palau Blaugrana, Barcelone Affluence : 686 Arbitrage : Fabian Baumgart et Sascha Wild |
| 2 avril 2021 18h45 | T. Solstad (en), A. Blonz 6 | (12 - 19) | D. Mem 7     | Palau Blaugrana, Barcelone Affluence : 686 Arbitrage : Fabian Baumgart et Sascha Wild |
| 2 avril 2021 18h45 | ×2 ×3                       | Rapport   | ×1           | Palau Blaugrana, Barcelone Affluence : 686 Arbitrage : Fabian Baumgart et Sascha Wild |

| 5 avril 2021 18h45 | FC Barcelone | 39 - 19   | Elverum Handball | Palau Blaugrana, Barcelone Affluence : 645 Arbitrage : Ádám Bíró et Olivér Kiss |
| 5 avril 2021 18h45 | M. Diocou 6  | (20 - 10) | D. Máthé 6       | Palau Blaugrana, Barcelone Affluence : 645 Arbitrage : Ádám Bíró et Olivér Kiss |
| 5 avril 2021 18h45 | ×1           | Rapport   | ×2               | Palau Blaugrana, Barcelone Affluence : 645 Arbitrage : Ádám Bíró et Olivér Kiss |

Du fait de restrictions sanitaires imposées par la Norvège, les deux matchs entre Elverum et Barcelone sont joués en Catalogne, les vendredi 2 et lundi 5 avril 2021. Le FC Barcelone se qualifie sur le score cumulé de 76 à 44.
| 31 mars 2021 18h45 | SC Pick Szeged   | 28 - 33   | THW Kiel     | Városi Sportcsarnok, Szeged Affluence : 0 Arbitrage : Slave Nikolov (hr) et Gjorgji Načevski (hr) |
| 31 mars 2021 18h45 | B. Radivojević 6 | (13 - 21) | S. Sagosen 8 | Városi Sportcsarnok, Szeged Affluence : 0 Arbitrage : Slave Nikolov (hr) et Gjorgji Načevski (hr) |
| 31 mars 2021 18h45 | ×2               | Rapport   | ×1 ×4        | Városi Sportcsarnok, Szeged Affluence : 0 Arbitrage : Slave Nikolov (hr) et Gjorgji Načevski (hr) |

| 7 avril 2021 18h45 | THW Kiel     | 33 - 28   | SC Pick Szeged   | Ostseehalle, Kiel Affluence : 0 Arbitrage : Jesper Kirkholm Madsen et Henrik Mortensen |
| 7 avril 2021 18h45 | S. Sagosen 9 | (18 - 15) | B. Radivojević 7 | Ostseehalle, Kiel Affluence : 0 Arbitrage : Jesper Kirkholm Madsen et Henrik Mortensen |
| 7 avril 2021 18h45 | ×2 ×4        | Rapport   | ×4               | Ostseehalle, Kiel Affluence : 0 Arbitrage : Jesper Kirkholm Madsen et Henrik Mortensen |

Le THW Kiel se qualifie sur le score cumulé de 66 à 56.
| 1er avril 2021 20h45 | RK Celje                        | 24 - 37   | Paris Saint-Germain | Zlatorog Arena, Celje Arbitrage : Arthur Brunner et Morad Salah |
| 1er avril 2021 20h45 | A. Dragašević, Ž. Mlakar (en) 6 | (11 - 21) | D. Nahi 10          | Zlatorog Arena, Celje Arbitrage : Arthur Brunner et Morad Salah |
| 1er avril 2021 20h45 | ×2                              | Rapport   | ×1 ×3               | Zlatorog Arena, Celje Arbitrage : Arthur Brunner et Morad Salah |

| 8 avril 2021 20h45 | Paris Saint-Germain | 31 - 23   | RK Celje     | Stade Pierre-de-Coubertin, Paris Affluence : 0 Arbitrage : Duarte Santos et Ricardo Fonseca |
| 8 avril 2021 20h45 | D. Nahi 7           | (14 - 12) | M. Grošelj 6 | Stade Pierre-de-Coubertin, Paris Affluence : 0 Arbitrage : Duarte Santos et Ricardo Fonseca |
| 8 avril 2021 20h45 | ×2                  | Rapport   | ×2 ×3        | Stade Pierre-de-Coubertin, Paris Affluence : 0 Arbitrage : Duarte Santos et Ricardo Fonseca |

Le Paris Saint-Germain se qualifie sur le score cumulé de 47 à 68.
| 31 mars 2021 20h45 | HBC Nantes                  | 24 - 25   | KS Kielce       | H Arena, Nantes Affluence : 0 Arbitrage : Mirza Kurtagic et Mattias Wetterwik |
| 31 mars 2021 20h45 | D. Pechmalbec, K. Lazarov 5 | (14 - 12) | A. Dujshebaev 6 | H Arena, Nantes Affluence : 0 Arbitrage : Mirza Kurtagic et Mattias Wetterwik |
| 31 mars 2021 20h45 | ×1 ×4 ×1                    | Rapport   | ×1 ×3           | H Arena, Nantes Affluence : 0 Arbitrage : Mirza Kurtagic et Mattias Wetterwik |

| 7 avril 2021 20h45 | KS Kielce   | 31 - 34   | HBC Nantes  | Hala Legionów, Kielce Affluence : 0 Arbitrage : Václav Horáček et Jiří Novotný |
| 7 avril 2021 20h45 | U. Kulesh 6 | (13 - 15) | V. Rivera 9 | Hala Legionów, Kielce Affluence : 0 Arbitrage : Václav Horáček et Jiří Novotný |
| 7 avril 2021 20h45 | ×1 ×4       | Rapport   | ×1 ×4       | Hala Legionów, Kielce Affluence : 0 Arbitrage : Václav Horáček et Jiří Novotný |

Le HBC Nantes se qualifie sur le score cumulé de 58 à 56. Il est le seul à éliminer un club mieux classé que lui lors de la phase de poule.
| 1er avril 2021 18h45 | Vardar Skopje | 24 - 41   | Veszprém KSE | CS Yané-Sandanski, Skopje Affluence : 0 Arbitrage : Ivan Pavićević et Miloš Ražnatovic |
| 1er avril 2021 18h45 | I. Čupić 8    | (11 - 21) | G. Marguč 8  | CS Yané-Sandanski, Skopje Affluence : 0 Arbitrage : Ivan Pavićević et Miloš Ražnatovic |
| 1er avril 2021 18h45 | ×1 ×2         | Rapport   | ×1 ×4        | CS Yané-Sandanski, Skopje Affluence : 0 Arbitrage : Ivan Pavićević et Miloš Ražnatovic |

| 8 avril 2021 18h45 | Veszprém KSE                | 39 - 30   | Vardar Skopje                           | Veszprém Aréna, Veszprém Affluence : 0 Arbitrage : Andreu Marín Lorente et Ignacio García Serradilla |
| 8 avril 2021 18h45 | A. Nilsson, D. Chichkarev 6 | (15 - 20) | V. Ševaljević, S. Stoilov, T. Dibirov 5 | Veszprém Aréna, Veszprém Affluence : 0 Arbitrage : Andreu Marín Lorente et Ignacio García Serradilla |
| 8 avril 2021 18h45 | ×1                          | Rapport   | ×1 ×4                                   | Veszprém Aréna, Veszprém Affluence : 0 Arbitrage : Andreu Marín Lorente et Ignacio García Serradilla |

Le Veszprém KSE se qualifie sur le score cumulé de 80 à 57.

### Quarts de finale
Les quarts de finale aller sont prévus les mardi 12 et mercredi 13 mai. Les matchs retours doivent avoir lieu la semaine suivante, les 19 et 20 mai.
| 13 mai 2021 18h45 | Aalborg Håndbold | 26 – 21 | SG Flensburg-Handewitt | Gigantium, Aalborg Affluence : 0 Arbitrage : Sondors, Līcis |
| 13 mai 2021 18h45 | Claar, Sandell 8 | (13-10) | Jim Gottfridsson 5     | Gigantium, Aalborg Affluence : 0 Arbitrage : Sondors, Līcis |
| 13 mai 2021 18h45 | ×2               | Rapport | ×1 ×5                  | Gigantium, Aalborg Affluence : 0 Arbitrage : Sondors, Līcis |

| 19 mai 2021 20h45 | SG Flensburg-Handewitt | 33 – 29 | Aalborg Håndbold | Flens-Arena, Flensbourg Arbitrage : Charlotte et Julie Bonaventura |
| 19 mai 2021 20h45 | Golla, Rød 9           | (14-16) | Felix Claar 6    | Flens-Arena, Flensbourg Arbitrage : Charlotte et Julie Bonaventura |
| 19 mai 2021 20h45 | ×2 ×5                  | Rapport | ×0 ×6            | Flens-Arena, Flensbourg Arbitrage : Charlotte et Julie Bonaventura |

L'Aalborg Håndbold se qualifie sur le score cumulé de 55 à 54.
| 12 mai 2021 18h45 | HC Meshkov Brest   | 29 – 33 | FC Barcelone  | CSU Victoria (ru), Brest Affluence : 3 110 Arbitrage : Hansen, Madsen |
| 12 mai 2021 18h45 | Mikita Vailupau 11 | (16-17) | Aleix Gómez 7 | CSU Victoria (ru), Brest Affluence : 3 110 Arbitrage : Hansen, Madsen |
| 12 mai 2021 18h45 | ×3 ×1              | Rapport | ×2            | CSU Victoria (ru), Brest Affluence : 3 110 Arbitrage : Hansen, Madsen |

| 20 mai 2021 20h45 | FC Barcelone              | 40 – 28 | HC Meshkov Brest  | Palau Blaugrana, Barcelone Affluence : 874 Arbitrage : Horváth, Marton |
| 20 mai 2021 20h45 | Casper Ulrich Mortensen 7 | (21-13) | Mikita Vailupau 7 | Palau Blaugrana, Barcelone Affluence : 874 Arbitrage : Horváth, Marton |
| 20 mai 2021 20h45 | ×1 ×3                     | Rapport | ×1 ×3             | Palau Blaugrana, Barcelone Affluence : 874 Arbitrage : Horváth, Marton |

Le FC Barcelone se qualifie sur le score cumulé de 63 à 59.
| 12 mai 2021 20h45 | THW Kiel           | 31–29   | Paris Saint-Germain | Sparkassen-Arena, Kiel Affluence : 0 Arbitrage : Gubica, Milošević |
| 12 mai 2021 20h45 | Harald Reinkind 10 | (14–15) | Dylan Nahi 8        | Sparkassen-Arena, Kiel Affluence : 0 Arbitrage : Gubica, Milošević |
| 12 mai 2021 20h45 | ×2 ×4              | Rapport | ×1 ×5               | Sparkassen-Arena, Kiel Affluence : 0 Arbitrage : Gubica, Milošević |

| 19 mai 2021 18h45 | Paris Saint-Germain | 34 – 28 | THW Kiel        | Stade Pierre-de-Coubertin, Paris Affluence : 800 Arbitrage : López, Ramírez |
| 19 mai 2021 18h45 | Elohim Prandi 9     | (16-15) | Niclas Ekberg 7 | Stade Pierre-de-Coubertin, Paris Affluence : 800 Arbitrage : López, Ramírez |
| 19 mai 2021 18h45 | ×4                  | Rapport | ×1 ×5 ×1        | Stade Pierre-de-Coubertin, Paris Affluence : 800 Arbitrage : López, Ramírez |

Le Paris Saint-Germain se qualifie sur le score cumulé de 63 à 59.
| 13 mai 2021 20h45 | HBC Nantes      | 32 – 28 | Veszprém KSE    | H Arena, Nantes Affluence : 0 Arbitrage : Nikolov, Nachevski |
| 13 mai 2021 20h45 | Valero Rivera 6 | (16-12) | Gašper Marguč 8 | H Arena, Nantes Affluence : 0 Arbitrage : Nikolov, Nachevski |
| 13 mai 2021 20h45 | ×1 ×5           | Rapport | ×1 ×2           | H Arena, Nantes Affluence : 0 Arbitrage : Nikolov, Nachevski |

| 20 mai 2021 18h45 | Veszprém KSE    | 32 – 30 | HBC Nantes       | Veszprém Aréna, Veszprém Affluence : 4 650 Arbitrage : Schulze, Tönnies |
| 20 mai 2021 18h45 | Petar Nenadić 7 | (18-15) | David Balaguer 6 | Veszprém Aréna, Veszprém Affluence : 4 650 Arbitrage : Schulze, Tönnies |
| 20 mai 2021 18h45 | ×2 ×5 ×1        | Rapport | ×1 ×3            | Veszprém Aréna, Veszprém Affluence : 4 650 Arbitrage : Schulze, Tönnies |

Le HBC Nantes se qualifie sur le score cumulé de 62 à 60.

## Finale à quatre
La Finale à quatre (ou en anglais : Final Four) a lieu les 12 et 13 juin 2021 dans la Lanxess Arena de Cologne en Allemagne. Un tirage au sort détermine les équipes qui s'affrontent en demi-finales.
|  | Demi-finales        | Demi-finales        |                        |    | Finale              | Finale              |
|  | Demi-finales        | Demi-finales        |                        |    | Finale              | Finale              |
|  |                     |                     |                        |    |                     |                     |
|  | 12 juin 2021, 15h15 | 12 juin 2021, 15h15 |                        |    | 13 juin 2021, 18h00 | 13 juin 2021, 18h00 |
|  | 12 juin 2021, 15h15 | 12 juin 2021, 15h15 |                        |    | 13 juin 2021, 18h00 | 13 juin 2021, 18h00 |
|  | Paris Saint-Germain | 33                  |                        |    | 13 juin 2021, 18h00 | 13 juin 2021, 18h00 |
|  | Paris Saint-Germain | 33                  |                        |    | 13 juin 2021, 18h00 | 13 juin 2021, 18h00 |
|  | Aalborg Håndbold    | 35                  |                        |    | 13 juin 2021, 18h00 | 13 juin 2021, 18h00 |
|  | Aalborg Håndbold    | 35                  | Aalborg Håndbold       | 23 |                     |                     |
|  | 12 juin 2021, 18h00 |                     | Aalborg Håndbold       | 23 |                     |                     |
|  |                     | FC Barcelone        | 36                     |    |                     |                     |
|  | FC Barcelone        | FC Barcelone        | 36                     | 31 |                     |                     |
|  | FC Barcelone        |                     |                        | 31 |                     |                     |
|  | HBC Nantes          | 26                  |                        |    |                     |                     |
|  | HBC Nantes          | 26                  | Match pour la 3e place |    |                     |                     |
|  |                     |                     |                        |    |                     |                     |
|  | 13 juin 2021, 15h15 |                     |                        |    |                     |                     |
|  |                     |                     |                        |    |                     |                     |
|  | Paris Saint-Germain | 31                  |                        |    |                     |                     |
|  | Paris Saint-Germain | 31                  |                        |    |                     |                     |
|  | HBC Nantes          | 28                  |                        |    |                     |                     |
|  | HBC Nantes          | 28                  |                        |    |                     |                     |

### Demi-finales
| 12 juin 2021 15h15 | Paris Saint-Germain | 33 – 35   | Aalborg Håndbold | Lanxess Arena, Cologne Affluence : 1 000 Arbitrage : Lah, Sok |
| 12 juin 2021 15h15 | Nedim Remili 7      | (15 – 13) | Felix Claar 9    | Lanxess Arena, Cologne Affluence : 1 000 Arbitrage : Lah, Sok |
| 12 juin 2021 15h15 | ×3                  | Rapport   | ×3 ×2            | Lanxess Arena, Cologne Affluence : 1 000 Arbitrage : Lah, Sok |

| 12 juin 2021 18h00 | FC Barcelone | 31 – 26   | HBC Nantes      | Lanxess Arena, Cologne Affluence : 1 000 Arbitrage : Kurtagic, Wetterwik |
| 12 juin 2021 18h00 | Dika Mem 6   | (15 – 13) | Valero Rivera 6 | Lanxess Arena, Cologne Affluence : 1 000 Arbitrage : Kurtagic, Wetterwik |
| 12 juin 2021 18h00 | ×1 ×3        | Rapport   | ×1 ×3           | Lanxess Arena, Cologne Affluence : 1 000 Arbitrage : Kurtagic, Wetterwik |

### Match pour la troisième place
| 13 juin 2021 15h15 | HBC Nantes      | 28 – 31   | Paris Saint-Germain | Lanxess Arena, Cologne Affluence : 1 000 Arbitrage : Brunner, Salah |
| 13 juin 2021 15h15 | Aymeric Minne 5 | (13 – 17) | Ferrán Solé 5       | Lanxess Arena, Cologne Affluence : 1 000 Arbitrage : Brunner, Salah |
| 13 juin 2021 15h15 | ×1 ×6           | Rapport   | ×3                  | Lanxess Arena, Cologne Affluence : 1 000 Arbitrage : Brunner, Salah |

### Finale
| 13 juin 2021 18h00 | FC Barcelone  | 36 – 23   | Aalborg Håndbold | Lanxess Arena, Cologne Affluence : 1 000 Arbitrage : Horáček, Novotný |
| 13 juin 2021 18h00 | Aleix Gómez 9 | (16 – 11) | Lukas Sandell 8  | Lanxess Arena, Cologne Affluence : 1 000 Arbitrage : Horáček, Novotný |
| 13 juin 2021 18h00 | ×1            | Rapport   | ×1 ×3            | Lanxess Arena, Cologne Affluence : 1 000 Arbitrage : Horáček, Novotný |

- FC Barcelone : Aleix Gómez (9 buts dont 5 pen.), Timothey N'Guessan (6), Luka Cindrić (5), Ludovic Fabregas (3), Blaž Janc (3), Gonzalo Pérez de Vargas (3), Domen Makuc (2), Dika Mem (2, ), Raúl Entrerríos (1), Luís Frade (1), Casper Ulrich Mortensen (1), Cédric Sorhaindo (0), Jure Dolenec (0), Thiagus dos Santos (0), Aron Pálmarsson — Gonzalo Pérez de Vargas (14/37, 37,8 %), Kevin Møller (1/2, 50,0 %).
- Aalborg Håndbold : Lukas Sandell (8 buts, ), Nikolaj Læsø (4), Sebastian Barthold (3 dont 1 pen., ), Felix Claar (2), Jonas Samuelsson (2), Magnus Saugstrup (2), Benjamin Jakobsen (1), Buster Juul (1), Victor Klove (0), Andreas Holst Jensen (0), Mark Strandgaard (0), Mads Christiansen (0), Henrik Møllgaard (0), René Antonsen (0, ) — Mikael Aggefors (en) (8/25, 32,0 %), Simon Gade (en) (5/24, 20,8 %).